# کازوکی آکانه
کازوکی آکانه (انگلیسی: Kazuki Akane؛ زادهٔ ۲۴ مارس ۱۹۶۲) فیلم‌نامه‌نویس، کارگردان فیلم، و پویانما اهل ژاپن است.